# Пиленс, Улдис
Улдис Пиленс (латыш. Uldis Pīlēns; род. 2 октября 1956, Лиепая) — латвийский архитектор, бизнесмен и политик.

## Биография
Родился 2 октября 1956 года в Лиепае. Учился в 5-й средней школе в Лиепае, в 1974 году начал учёбу на архитектурном факультете Рижского технического университета, который продолжил в Веймарской архитектурно-строительной школе (1976—1980) в тогдашней Восточной Германии.
После возвращения в Латвию Улдис Пиленс работал в Институте научно-технической информации и технико-экономических исследований Латвийской ССР руководителем центра дизайна (1981—1983), был членом Бюро по проблемам технической эстетики. Госплана Латвийской ССР. В 1983 году принят в Ассоциацию молодых художников Союза художников СССР.
С 1983 по 1988 год Пиленс был главным архитектором города Лиепая.
Во время восстановление независимости Латвии в 1990 году он основал архитектурный кооператив V–10, а в 1991 году — SIA «Arhitekta U. Pīlēna birojs» (UPB). Был президентом клуба «В-10» (1995—2006).
В 1997 году У. Пиленс стал председателем правления AS UPB, председателем правления Лиепайской СЭЗ и внештатным советником председателя Лиепайской городской думы, в 1999 году доверенным лицом и заместителем председателя Latvenergo.
В 2001 году покинул пост члена правления Лиепайской СЭЗ и работал в частном бизнесе, был председателем правления АО UPB (1997—2015), затем председателем правления, основателем и многолетним руководителем холдинга UPB, а также в качестве председателя правления АО «MBD» (2001—2018), SIA Член правления AILE R (2003—2005), председатель правления AS MB Betons (2007—2015), затем заместитель председателя правления, председатель правления AS Ola Foundation.
С 2017 по 2020 год он был членом правления SIA «Integral Education Institute».

## Политическая карьера
Участвовал в создании Лиепайского регионального отделения Народной партии, был членом правления Народной партии (1998—2008), депутатом Лиепайской городской думы (2005—2009).
В мае 2022 года Пиленс объявил о создании избирательного объединения «Единый список Латвии», а в июле — о создании объединения «Единый список Латвии». Он не баллотировался на выборах в 14-й Сейм, но был кандидатом на пост премьер-министра, выдвинутым «Единым списком». 11 апреля 2023 года Улдис Пиленс объявил, что будет баллотироваться на пост президента Латвии.